# Fox Atomic
Fox Atomic была лейблом производства киностудии Twentieth Century Fox, создана в 2006, чтобы производить фильмы  ужасов и комедии.
В 2008 году Fox Atomic закрыла все свои маркетинговые подразделения
. В 2009 году лейбл был закрыт, а незавершённые фильмы переданы другим лейблам Fox.

## Фильмы
- Туристас (2006)
- У холмов есть глаза 2 (2007)
- 28 недель спустя (2007)
- Мстители (2007)
- Голый барабанщик (2008)
- Тело Дженнифер (2009)
- Мисс Март (2009)
- Ночь с Бет Купер (2009)
- Школа выживания выпускников (2009)